# Türkmén manat
A türkmén manat Türkmenisztán  hivatalos pénzneme. 2009. január 1-jén újraértékelték a pénznemet. 1 új manat 5000 régi manatot ért ekkor. Az ISO kódja is megváltozott ezzel. A korábbi TMM helyett az új TMT lett.

## Érmék

### 2009-es sorozat
| Kép    | Kép    | Névérték | Műszaki paraméterek | Műszaki paraméterek              | Leírás                   | Leírás           | Dátumok    | Dátumok     |
| Előlap | Hátlap | Névérték | Átmérő              | Összetétel                       | Előlap                   | Hátlap           | Kibocsátás | Visszavonás |
| ------ | ------ | -------- | ------------------- | -------------------------------- | ------------------------ | ---------------- | ---------- | ----------- |
|        |        | 1 tenge  | 16 mm               | Nikkelezett acél                 | A függetlenség emlékműve | névérték, évszám | 2009       | forgalomban |
|        |        | 2 tenge  | 18 mm               | Nikkelezett acél                 | A függetlenség emlékműve | névérték, évszám | 2009       | forgalomban |
|        |        | 5 tenge  | 20 mm               | Nikkelezett acél                 | A függetlenség emlékműve | névérték, évszám | 2009       | forgalomban |
|        |        | 10 tenge | 22 mm               | sárgaréz                         | A függetlenség emlékműve | névérték, évszám | 2009       | forgalomban |
|        |        | 20 tenge | 24 mm               | sárgaréz                         | A függetlenség emlékműve | névérték, évszám | 2009       | forgalomban |
|        |        | 50 tenge | 26 mm               | sárgaréz                         | A függetlenség emlékműve | névérték, évszám | 2009       | forgalomban |
|        |        | 1 manat  | 27 mm               | gyűrű: sárgaréz mag: kuprónikkel | A függetlenség emlékműve | névérték, évszám | 2010       | forgalomban |
|        |        | 2 manat  | 28 mm               | gyűrű: kuprónikkel mag: sárgaréz | A függetlenség emlékműve | névérték, évszám | 2010       | forgalomban |

## Bankjegyek

### 2009-es sorozat
| Kép    | Kép    | névérték  | szín   | méret       | leírás                                 | leírás               | dátumok   | dátumok         | dátumok     |
| előlap | hátlap | névérték  | szín   | méret       | előlap                                 | hátlap               | nyomtatás | kibocsátás      | visszavonás |
| ------ | ------ | --------- | ------ | ----------- | -------------------------------------- | -------------------- | --------- | --------------- | ----------- |
|        |        | 1 manat   | zöld   | 120 x 60 mm | címer, Togril bég                      | Türkménbasi palotája | 2009      | 2009. január 1. | forgalomban |
|        |        | 5 manat   | barnás | 125 x 63 mm | címer, Szandzsar nagyszeldzsuk szultán | Asgabat              | 2009      | 2009. január 1. | forgalomban |
|        |        | 10 manat  | vörös  | 132 x 66 mm | címer, Magtymguly Pyragy               | Türkmén Nemzeti Bank | 2009      | 2009. január 1. | forgalomban |
|        |        | 20 manat  | ibolya | 138 x 68 mm | címer, Görogly bég                     | Ruhyyet Köşgi-palota | 2009      | 2009. január 1. | forgalomban |
|        |        | 50 manat  | zöld   | 144 x 72 mm | címer, Gorkut Ata                      | Türkmén parlament    | 2009      | 2009. január 1. | forgalomban |
|        |        | 100 manat | kék    | 150 x 75 mm | címer, Oguz kán                        | Köşgi elnök palotája | 2009      | 2009. január 1. | forgalomban |
|        |        | 500 manat | barna  | 156 x 78 mm | címer, Saparmyrat Nyýazow              |                      | 2009      | 2009. január 1. | forgalomban |